# Aethianoplis excavata
Aethianoplis excavata är en stekelart som först beskrevs av Per Abraham Roman 1910.  Aethianoplis excavata ingår i släktet Aethianoplis och familjen brokparasitsteklar. Utöver nominatformen finns också underarten A. e. pseudexcavata.